# Estación de Villavante
Villabante o Villavante es un apeadero ferroviario situado al norte de Villavante, en el municipio español de Santa Marina del Rey, provincia de León, comunidad autónoma de Castilla y León. Dispone de servicios de Media Distancia operados por Renfe.

## Situación ferroviaria
La estación se encuentra en el punto kilométrico 152,6 de la línea férrea de ancho ibérico que une León con La Coruña a 833 metros de altitud, entre las estaciones de Villadangos y Veguellina. El tramo es de vía única y está electrificado.

## Historia
La estación fue abierta al tráfico el 16 de febrero de 1866 con la puesta en marcha del tramo León-Astorga de la línea que pretendía unir Palencia con La Coruña. La Compañía de los Ferrocarriles del Noroeste de España constituía en 1862 fue la encargada de la construcción y explotación del trazado. En 1878, apremiada por el Estado para que concluyera sus proyectos en marcha Noroeste se declaró en quiebra tras un intento de fusión con MZOV que no prosperó. Fue entonces cuando la estación pasó a manos de la Compañía de los Ferrocarriles de Asturias, Galicia y León creada para continuar con las obras iniciadas por Noroeste y gestionar sus líneas. Sin embargo la situación financiera de esta última también se volvió rápidamente delicada siendo absorbida por Norte en 1885. En 1941, la nacionalización del ferrocarril en España supone la desaparición de esta última y su integración en la recién creada RENFE. 
Desde el 31 de diciembre de 2004 Renfe Operadora explota la línea mientras que Adif es la titular de las instalaciones ferroviarias.

## La estación
La estación es un simple apeadero compuesto únicamente por una vía y un andén lateral. 

## Servicios ferroviarios

### Media Distancia
Los servicios de Media Distancia de Renfe que tienen parada en la estación enlazan Villabante con las ciudades de León y Ponferrada.
| Línea MD | Servicio        | Origen/Destino | Paradas intermedias | Destino/Origen          |
| -------- | --------------- | -------------- | --- | ----------------------- |
| 17       | Regional Exprés | Ponferrada     | San Miguel de las Dueñas · Bembibre · La Granja · Brañuelas · Porqueros · Vega-Magaz · Astorga · Nistal · Barrientos · Veguellina · Villavante · Quintana-Raneros · León · Palanquinos · El Burgo Ranero · Sahagún · Grajal · Villada · Paredes de Nava · Becerril · Grijota · Palencia · Venta de Baños · Dueñas · Cabezón de Pisuerga · Valladolid-Universidad | Valladolid-Campo Grande |
| 23       | Regional Exprés | León           | Quintana-Raneros · Villavante · Veguellina · Barrientos · Nistal · Astorga · Vega-Magaz · Porqueros · Brañuelas · La Granja · Torre del Bierzo · Bembibre · San Miguel de las Dueñas | Ponferrada              |